# Marcelino Gavilán Bofill
Marcelino Gavilán Bofill (Mahón, Menorca, 7 de abril de 1889 - Valladolid, 6 de noviembre de 1981) médico otorrinolaringólogo español, catedrático en la Universidad de Valladolid, presidente de la Organización Médica Colegial de España (1937).

## Biografía
Nació el 7 de abril de 1889 en Mahón (Menorca), donde vivió hasta acabar el bachillerato en 1904. Se trasladó a Valladolid para estudiar medicina, donde vivía su familia paterna, consiguiendo el Premio Extraordinario de su licenciatura médica en 1912, un año después se doctoró en la Universidad Central de Madrid con la tesis "La raquianestesia" que el Tribunal calificó de sobresaliente.
Entre 1913 y 1915 trabajó como médico rural en Villares de Orbigo (provincia de León), atendiendo también otras pueblos de población diseminada: Moral de Órbigo, San Feliz de Órbigo, Santibáñez de Valdeiglesias y Valdeiglesias, aparte de otros caseríos menores de la vecindad, que tenía que visitar a caballo.
En 1915 el catedrático Salvino Sierra le ofreció una vacante como auxiliar en la sección de Anatomía de la Facultad de Medicina de la Universidad de Valladolid, actividad docente que compaginó durante siete años con un trabajo como médico de guardia en el Hospital Clínico de la misma facultad. Durante ese tiempo fue discípulo del Dr. Segarra, que le introduciría en la cirugía, del Dr. García Tapia, en la práctica de la otorrinolaringología, disciplina en la que acabaría por especializarse. También ejerció como profesor agregado en el Instituto Anatómico Sierra (actual Museo Anatómico de Valladolid) impartiendo cursillos monográficos sobre anatomía de los órganos del cuello, o ilustrando a sus alumnos cerca del sentido del oído. 

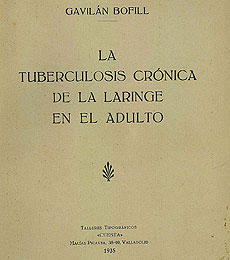
Portada del libro "La tuberculosis crónica de la laringe en el adulto", 1935.

En 1922 fue nombrado profesor interino de la Cátedra de Otorrinolaringología, ocupándose de la planificación, la dirección de la docencia, la investigación y la asistencia. Entre sus maestros europeos destaca el francés Dr. Moure en Burdeos, y los alemanes Beyes y Seiffert en las famosas clínicas de Passau y Von Eicken de Berlín. De esta experiencia –además de un máster en pedagogía superior– surgieron publicaciones científicas en la "Revista Clínica Castellana" y en la "Revista Española y Americana de Laringología, Otología y Rinología". En 1935 publicó una obra fundamental dentro de su especialidad: "La tuberculosis crónica de la laringe en el adulto", con prólogo del Dr. Tapia. Sus colaboraciones con otros médicos fueron frecuentes: Dr. Lecha Marzo, Dr. García Urdiales, Dr. López Prieto, etc. 
En 1937 fue elegido presidente del Colegio Oficial de Médicos de Valladolid, y poco después presidente del Consejo General de Colegios Oficiales de Médicos de España. Su labor social derivó asimismo hacia el Patronato del Colegio de Huérfanos de Médicos del que fue primero Consejero Delegado, y después, Delegado del Ministerio en el Patronato. También fue responsable de las directrices que sirvieron de base para la reorganización de la Previsión Médica Nacional.
En 1940 es nombrado miembro de la Real Academia de Medicina y Cirugía de Valladolid. Su discurso de ingreso, "Estudios de fonética", además de servir a la Otorrinolaringología ha venido en ayuda de los lingüistas y filólogos en general, y, especialmente, a los fonetistas.
En 1943 obtiene por oposición la cátedra de Otorrinolaringología de la Facultad de Medicina de la Universidad de Valladolid. A partir de entonces inicia una larga etapa en que alterna su magisterio, con conferencias que pronuncia en los más importantes centros médicos del país, y con la publicación de artículos científicos en las revistas de su especialidad.
En 1948 publica su discurso inaugural "Patología de la voz y de la palabra", en la Real Academia de Medicina y Cirugía de Valladolid.
En 1949 asiste en representación de España al Congreso Internacional de Otorrinolaringología celebrado en Londres.
En 1958 fue designado vicerrector de la Universidad de Valladolid, pero un año después era jubilado por imperativo legal al cumplir los 70 años. Le sucedió en la cátedra su hijo César Gavilán Alonso. El mismo año, 1959, es nombrado por Orden Ministerial, Consejero Nacional de Educación, suplente; y el Ayuntamiento de Mahón le nombra "Hijo Ilustre de Menorca".
Murió en Valladolid, el 6 de noviembre de 1981.

## Publicaciones
- La enseñanza de otorrinolaringología en nuestras facultades.
- La punción lumbar. Estudio del líquido cefalorraquídeo en la sífilis.
- Los surcos de la cara interna de la escama del occipital.
- Rouvière H (traducido por R. López Prieto y M. Gavilán Bofill). Anatomía Humana Descriptiva y Topográfica. 2ª Edición española. Madrid: Bailly-Bailliere; 1926.
- Nervio auditivo. En: López Prieto R, García Urdiales G. Anatomía de los centros nerviosos. Valladolid: Tall. Tip. Cuesta; 1929.
- La tuberculosis crónica de la laringe en el adulto. Valladolid: Talleres tipográficos Cuesta; 1935.